# Kerivoula kachinensis
Kerivoula kachinensis és una espècie de ratpenat de la família dels vespertiliònids. Viu a Laos, Myanmar, Tailàndia i el Vietnam. El seu hàbitat natural són boscos, tant caducifolis com perennes. És una espècie en risc mínim, és a dir, no sembla que hi hagi cap amenaça significativa per a la seva supervivència.